# Fuentepinilla
Fuentepinilla es un municipio español de la provincia de Soria, en la comunidad autónoma de Castilla y León. El término, que incluye los núcleos de Fuentepinilla, Osona y Valderrueda, tiene una población de 78 habitantes (INE 2024).

## Geografía
Por el término municipal discurre el río Fuentepinilla.

## Historia
Los primeros asentamientos se dan en el alto de San Miguel, por los restos de cerámica encontrados podemos fecharlos en la Primera Edad del Hierro. Con la "Pax Romana" los asentamientos estratégicos pierden importancia y la población baja del cerro. Se sabe poco de los romanos y menos de los visigodos o árabes. Es de suponer que todo el valle del Duero se despobló en el siglo VIII con la esperanza de que un espacio vacío impidiese la progresión árabe.
Desde la Edad Media formó parte de la Comunidad de Villa y Tierra de Andaluz, constituida en 1089 por el Fuero de Andaluz.
Villa interesante y bien conservada, que fue cabeza del Alfoz de su nombre o de Andaluz, que componían, a más de las dos villas citadas, las aldeas de Centenera de Andaluz, Fuentelárbol, Osona, La Seca, Tajueco, Torreandaluz, Valderrodilla, Valderrueda y La Ventosa de Fuentepinilla, y los despoblados de Fuentelfresno y Quintanar. En el catastro de Ensenada figura como villa de señorío del Conde de Aguilar, señor de Los Cameros.
A la caída del Antiguo Régimen la localidad se constituye en municipio constitucional en la región de Castilla la Vieja, partido de Almazán que en el censo de 1842 contaba con 36 hogares y 148 vecinos.
A mediados del siglo XIX crece el término del municipio porque incorpora a Valderrueda.

## Demografía
Cuenta con una población de 78 habitantes (INE 2024).
| Gráfica de evolución demográfica de Fuentepinilla entre 1842 y 2021 |
| |
| Población de derecho según los censos de población del INE Población de hecho según los censos de población del INEEntre el censo de 1857 y el anterior, crece el término del municipio porque incorpora a 425128 (Valderrueda) |

### Población por núcleo
| Núcleos       | Habitantes (2000) | Habitantes (2010) |
| ------------- | ----------------- | ----------------- |
| Fuentepinilla | 79                | 62                |
| Osona         | 35                | 14                |
| Valderrueda   | 40                | 31                |

## Patrimonio

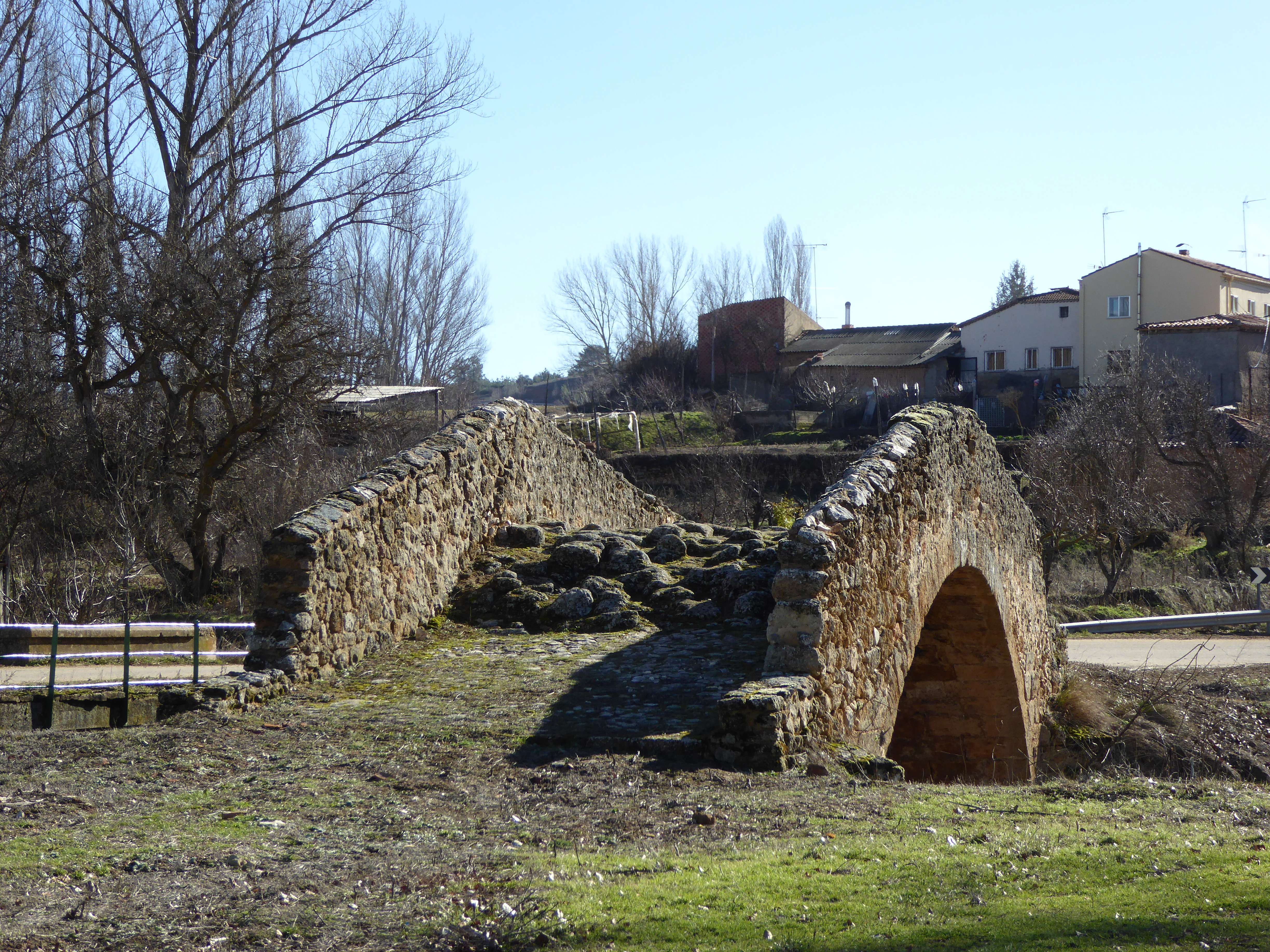
Puente de las Cabras

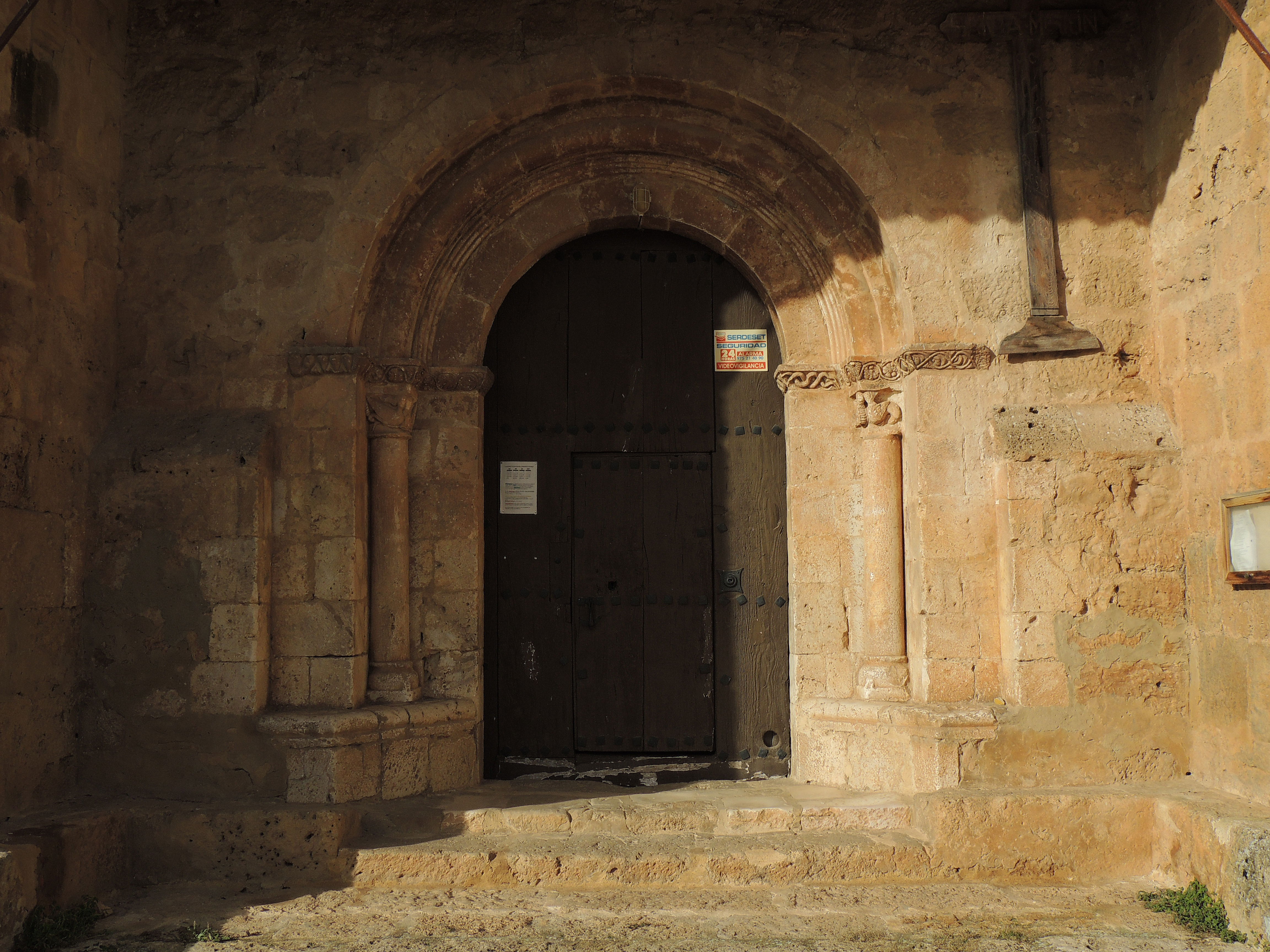
Iglesia de San Juan Bautista

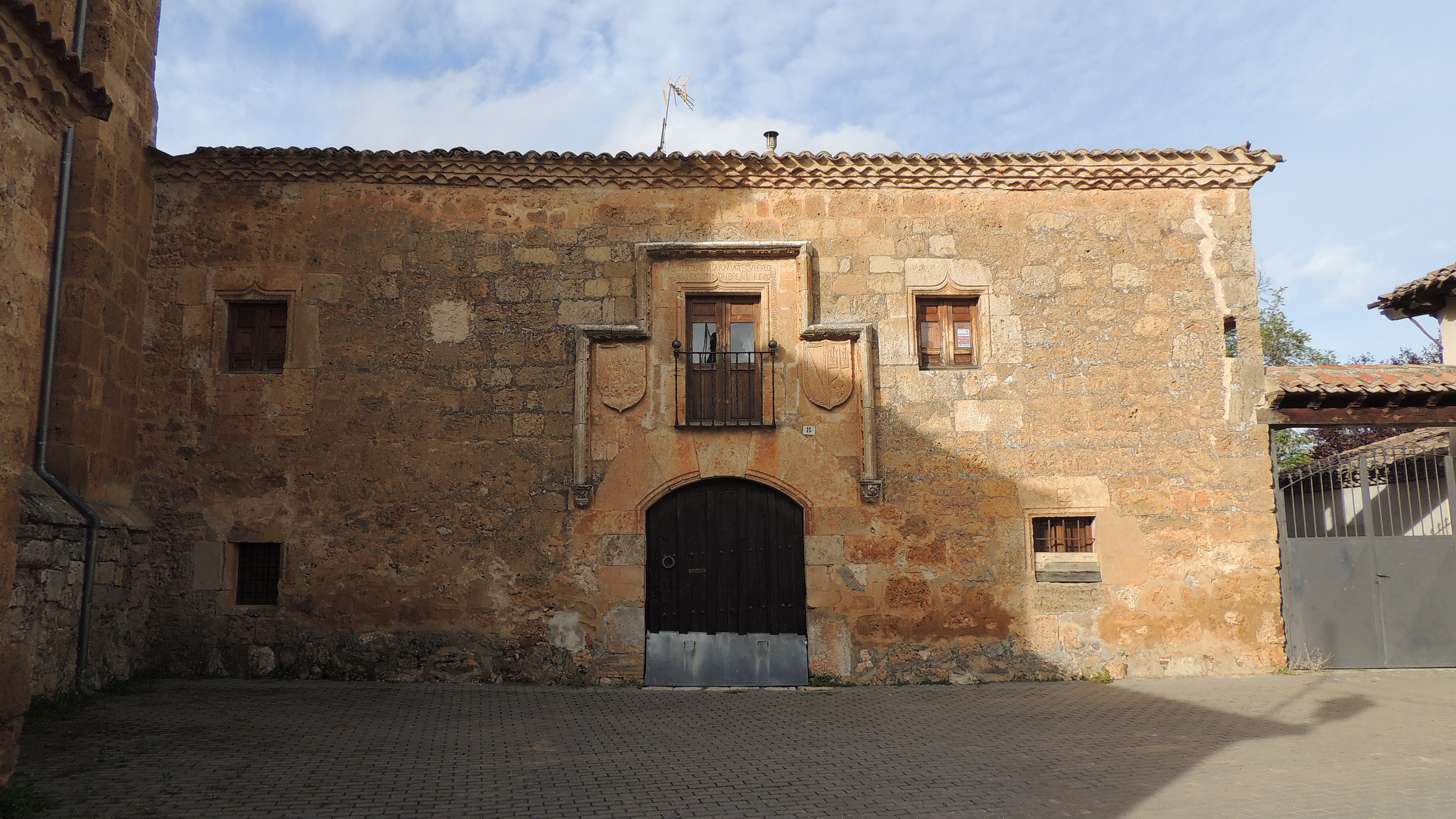
Palacio de los condes de Aguilar

Portal blasonado de entrada. "Alrededor de la población se ven algunos restos de una muralla de tierra y un arco de piedra que llaman Puerta de la Villa." (Madoz. 1850; tenía 148 habitantes). 
El rollo es una simple columna renacentista del siglo XVI que debió de tener algún elemento más. 
El puente de las Cabras es un puente medieval situado en las afueras de la localidad, saliendo de la villa hacia Valderrodilla. Posiblemente hubo uno romano anterior. Sólo tiene un arco para salvar el cauce del río, con alto peralte central y pretiles rectos.
Iglesia de San Juan Bautista; renovada en el XVI, quedando de época románica de mediados del XII, la portada. Se encuentra en la fachada meridional, encajada entre dos contrafuertes modernos. Consta de tres arquivoltas de medio punto: la primera es la de acceso, la segunda apoya sobre columnillas acodilladas y la primera y la tercera descansan en pilastras con impostas decoradas con tallos. En los capiteles de las columnas vemos arpías afrontadas. Del mobiliario litúrgico hay una pila bautismal, la copa asienta sobre un zócalo circular, es troncocónica y se decora con bocel en la embocadura, y el soporte de la cruz parroquial, que es un capitel invertido con decoración vegetal. 
Tiene algunas casas solariegas con portadas y escudos nobiliarios (de los Abrantes). El Palacio de los condes de Aguilar es gótico de 1529, traspasado por una puerta bajo arco rebajado y dos sencillas ventanas. En el piso superior, un balcón central se acompaña de dos ventanas rectangulares bajo dintel conopial. Lo que más sorprende por su elegante diseño y buena conservación es la chambrana quebrada que enmarca puerta y balcón superpuesto, incluidos un par de salientes escudos de piedra. La chambrana arranca de unas ménsulas labradas con follaje del más puro estilo gótico. Fue restaurado.

## Fiestas
San Isidro Labrador y San Juan Bautista (se celebra el tercer fin de semana de junio).